# Thorichthys ellioti
Thorichthys ellioti är en fiskart som beskrevs av Meek, 1904. Thorichthys ellioti ingår i släktet Thorichthys och familjen Cichlidae. Inga underarter finns listade i Catalogue of Life.